# Bernat Guillem (bispo de Urgell)
Bernat Guillermo foi bispo de Urgell no norte da Espanha de 1072 a 1092. Ele foi nomeado bispo de Urgell em Roma a 15 de janeiro de 1076, pelo Papa Gregório VII, sucedendo ao Bispo Guillem Guifredo. Muito pouco se sabe sobre os detalhes do seu episcopado.